# Kopperston

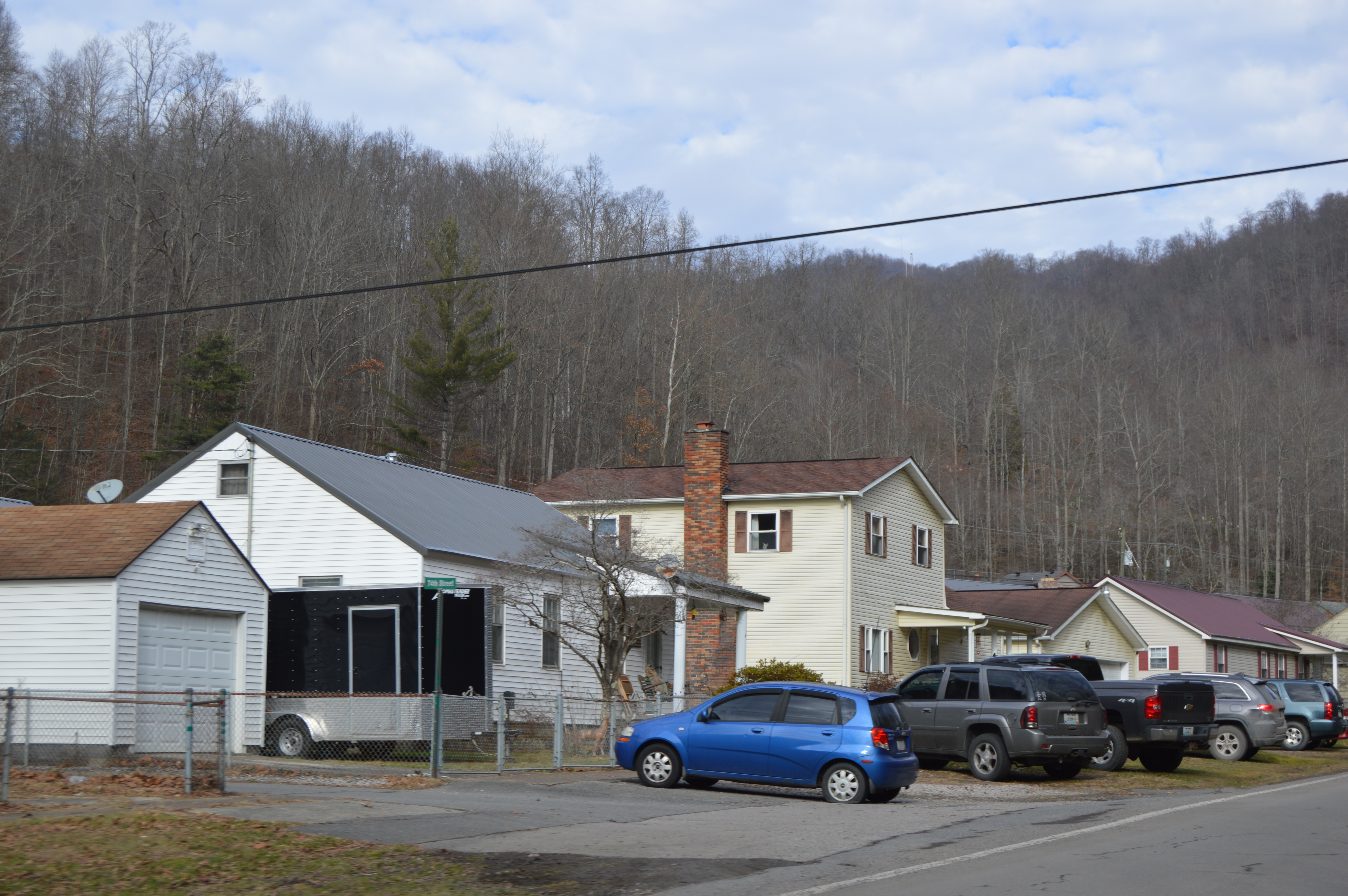
Kopperston

Kopperston (auch Kopperstone) ist ein Census-designated Place (CDP) im Wyoming County des US-Bundesstaates West Virginia. Der Ort liegt 506 m über dem Meeresspiegel. Das U.S. Census Bureau hat bei der Volkszählung 2020 eine Einwohnerzahl von 569 ermittelt.
Kopperston verfügte einst über ein Postamt, das am 10. März 2007 geschlossen wurde.

## Geographie
Kopperston liegt im Tal des Toney Fork, östlich des Huff Mountain. Es liegt im Einzugsgebiet des oberen Guyandotte River und wird zum Golf von Mexiko hin entwässert. Das Tal, durch das die West Virginia Route 85 führt, verläuft von Nordosten nach Südwesten.

## Klima
Das Klima in diesem Gebiet lässt sich charakterisieren durch heiße, feuchte Sommer und normalerweise milde bis kühle Winter. Nach der Köppen’schen Klimaklassifikation liegt Kopperston im Einflussbereich des Ostseitenklimas.

## Geschichte
Kopperston wurde 1938 durch die Koppers Coal Company als Bergarbeitersiedlung gegründet. Die Förderung wurde 1997 eingestellt.